# Henryk Majmon
Henryk Majmon (ur. 21 sierpnia 1868 w Sieradzu, zm. po 1939) – polski dr inżynier, chemik, doktor filologii, przemysłowiec.

## Życiorys
Urodził się w Sieradzu w rodzinie żydowskiej, jako syn Wilhelma (zm. 1914) i Berty ze Sternbergów (zm. 1927). Ukończył gimnazjum w Kaliszu, a później studia na Wydziale Chemicznym w Wyższej Szkole Technicznej w Karlsruhe, uzyskując tytuł inżyniera chemika. Następnie uzyskał doktorat na Uniwersytecie we Fryburgu. Był asystentem, a następnie docentem na Politechnice w Karlsruhe. Ogłosił szereg prac naukowych z zakresu chemii. Był współzałożycielem Polskiej Czytelni Akademickiej w Karlsruhe. Później pracował w fabryce farb w Bazylei, a następnie został dyrektorem fabryki chemicznej w Grünau. 
W 1897 poślubił Emilię Esterę Landsberg, córkę Hilarego Landsberga (1834–1898), fabrykanta sukna w Tomaszowie Mazowieckim, i Chany z domu Mendelsburg. Współzałożyciel (1910) i współwłaściciel Spółki Akcyjnej Fabryk Sukna H. Landsberg w Tomaszowie Mazowieckim. W latach 1911–1939 był członkiem zarządu Spółki Akcyjnej Fabryk Sukna H. Landsberg w Tomaszowie Mazowieckim (później Tomaszowskiej Fabryki Sztucznego Jedwabiu).

## Ordery i odznaczenia
- Srebrny Krzyż Zasługi (20 maja 1936)[3]